# Hieracium nigrisetulum
Hieracium nigrisetulum es una especie de planta con flor del género Hieracium, de la familia Asteraceae, orden Asterales.

## Distribución
Hieracium nigrisetulum se distribuye por Noruega.

## Taxonomía
Fue descrita científicamente por Omang.